# Agostino Locci
Agostino Locci detto "il vecchio" (Narni, 1601 – dopo 1660) è stato un architetto e scenografo italiano naturalizzato polacco, attivo in Polonia, padre di Agostino Vincenzo Locci.

## Biografia
Figlio di un nobile di Narni, Erasmo Locci, e della romana Vittoria, figlia di Giovanni Antonio Raimondi, si formò probabilmente a Roma, poco distante dalla natia Narni.
Si trasferì in Polonia in età matura, dove lavorò come scenografo e architetto alla corte dei re della dinastia Vasa, Ladislao IV di Polonia prima e Giovanni II Casimiro di Polonia poi. Dimenticato dalla critica, la sua fama venne offuscata da quella del suo allievo nonché figlio, anch'egli architetto e scenografo, Agostino Vincenzo Locci, architetto del re Giovanni III Sobieski.